# 이동백

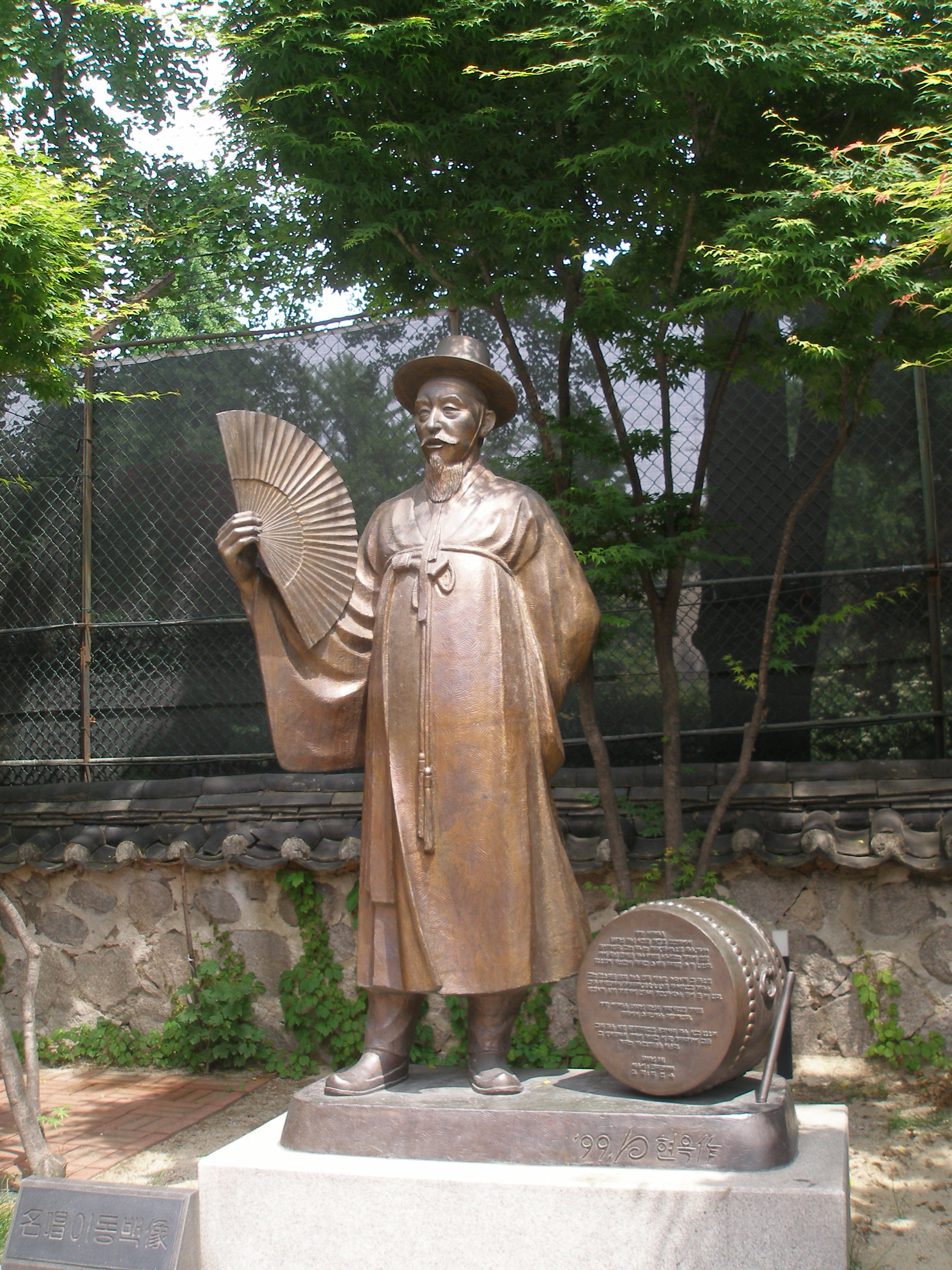
정동극장의 뜰에 서있는 이동백 상

이동백(李東伯, 1867년∼1949년 6월 6일)은 조선 말기 판소리 5명창 중의 한 사람이다. 본명은 종기(鍾琦), 아명은 동백(東白)이며, 충청남도 비인에서 출생하였고 지난날 한때 충청남도 한산에서 잠시 유아기를 보낸 적이 있다.
1937년 3월호 《조광》에 실린 이동백의 회고담에 의하면 태어나기 한 해 전에 부친이 별세하였고, 삼촌댁과 같이 머슴을 두고 농사짓고 살았다 한다. 또, 자신의 집안에 대해 ‘충청도에서 청수, 전라도에서 집강, 경기도에서 대방을 지냈다’고 말했던 점과 무형 문화재 제9호 은산별신굿 기능보유자였던 이어인련(李於仁連, 1894-1986)이 6촌 여동생인 점을 고려하면 그의 집안은 무계(巫系)와 관련있는 창우집단으로 추정된다.
중고제의 명창이던 김정근과 서편제 명창이던 김세종에게서 창을 배웠으나 동편제에 속했다. 체구가 당당하고 가객으로 품위가 있어서 상류사회에서 인기를 독차지하였으며, 1900년 고종 황제 앞에서 판소리를 불러 통정대부가 되었다. 김창환·송만갑 등과 원각사에서 공연하다가, 1934년 광무대·조선 성악 연구회 등에서 중진으로 활약하였다. 《춘향가》, 《적벽가》에 뛰어났으며, 특히 〈새타령〉에 독보적인 존재였다.

## 독창성
현재 전승되고 있는 《춘향가》의 〈박석티고개〉는 김세종 판이나 정정렬 판 모두 그 음악적 구조가 느린 진양조 장단과 평조길로 짜여져 있어서 점잖은 이도령의 감회에 젖은 심정을 잘 나타내고 있다. 판소리 중에서 평조길의 쓰임이 잘 나타난 대목의 하나로 선율 진행은 시조창과 아주 유사한 양상을 보여준다. 그러나 이동백이 SP음반으로 남긴 〈박석티고개〉는 현존하는 〈박석티고개〉와 그 음악적 구조가 다르다. 장단은 빠른 진양조인 세마치 장단으로 되어 있고 선법적 양상은 평조길보다 높은 우조길을 주축으로 하고 있다. 그러므로 이동백창 박석티고개는 이도령이 씩씩하고 호탕한 성격의 인물로 작곡되어 있는 반면, 현존하는 박석티고개는 이도령이 점잖고 용의주도한 성격으로 작곡되어 있다.
《심청가》의 한 대목인 〈범피중류〉도 이동백 판이 다른 판과 완연히 다르다. 일반적으로 〈범피중류〉의 음악적 구조는 느린 진양조와 평조길로 짜여져 있으며 평조길의 음역을 넓게 사용하기 때문에 자연히 우조길의 선율진행법이 많은 부분을 차지하고 있다. 김소희, 성창순 등은 이 부분을 우조라고 말하기도 하고 김명환, 정권진 등은 평조길, 박동진은 시조목이라고 말하기도 한다. 대부분의 전문가들이 진양조의 정격틀인 24박자 구조틀에 맞추어 노래하고 있지만 이동백이 남긴 SP음반은 우조길과 빠른 진양(세마치) 장단으로 짜여 있어서 〈박석티고개〉와 같이 이동백의 판소리가 현존하는 판소리 유파와 다르다는 것을 보여준다.